# ドラゴンモデルズ
ドラゴンモデルズ（Dragon Models Limited 、DML）は、香港の大手模型店ユニバーサル・モデルズ（Universal Models Ltd. ）の関連企業で、プラモデルの開発と製造を行っている。創設者はフレデリック・リャンで、2012年3月現在同社の社長を務める。1/35スケールの戦車模型を主力製品としている。

## 略歴
1987年に会社設立、この頃の主力製品は1/144の航空機の模型であった。当時、このスケールの航空機模型の大半はエルエスやオオタキの子供向け路線の製品であり、パーツも少ないなど低価格相応の出来であったため、新たなメーカーの参入は好意的に受け止められた。
1990年の秋に戦車模型への参入を表明、最初に発売された製品は1/35スケールの旧ソビエトの主力戦車T-72で日本への入荷は翌年になってからであった。スケールモデルとしての再現度には難はあったが、当時は旧ソビエト製兵器の実物の詳細な資料そのものが存在しなかったのでクレームは少なく、この戦車を保有していたイラク・フセイン政権が隣国のクウェートに侵攻した事により湾岸戦争が発生する等の話題性にも恵まれた。湾岸戦争終結後の1992年、初の巨大AFVとしてスカッドミサイルを搭載したTELを発売。また他の模型メーカーとの競合を避けるために回避していた第二次世界大戦アイテムの開発も行われ、これまで1/35でキットの存在しなかったナースホルンなどが発売された。しかし当時の同社のスキルでは目の肥えた大戦物モデラーを満足させるには至らなかった。
1993年、一部のキットの設計に2名の日本人が参加した事によりプラモデル製品としてレベルが向上したが、ミリタリーマニアとプラモデルマニアの知識量の差から考証面でトラブルが発生、戦車模型専門誌の記事に対して日本人監修者が抗議、専門誌側が訂正・陳謝する事件があった。
その後は、細かな部品分割やスライド金型の多用による徹底した形状再現と、従来は別売りが当たり前だった金属製砲身やエッチングパーツなどを標準付属した、「アフターパーツ要らず」と言われる商品内容によりモデラーの高い支持を得ており、タミヤのミリタリーミニチュアシリーズと人気を二分するまでになっている。特にフィギュアは「Gen2（ジェネレーション2）」と呼ばれる、顔や袖口まで徹底的に分割してモールドの再現度を高めたシリーズを展開している。さらに2006年には、ディテール表現のクオリティは維持しつつ部品点数や金属パーツ使用を抑えて組み立て易さを向上させた新シリーズ「スマートキット」を開始、一方で旧作キットに新金型パーツや金属パーツを追加した新装版「プレミアム・エディション」も発売している。1/72や1/144の軍用車輌のキットや完成品、1/400の旅客機完成品も精力的に開発している。
1999年より1/6のミリタリーアクションフィギュアに参入、それまで玩具の延長として扱われていたジャンルにスケールモデル的アプローチで挑み、一気にトップブランドに躍り出た。リアルなフィギュアヘッド、細部まで再現された装備品などで人気を集めている。
また、同時期に香港で『がんばれ!!ロボコン』のリバイバルブームがあり、当時日本で商品展開していなかったため、リアルタイプのフィギュアを商品化しており、その内訳も50cm大のソフトビニールの特大フィギュアやプラモデル、ダイキャストトイと豊富なラインナップを誇っていた。

## 関連ブランド・輸入代理店など
本社は香港にあるが、他に拠点として中華人民共和国国内販売を主とする上海威龍（上海ドラゴン）や、アメリカのDragon Model USAがある。前者には香港版に無いオリジナルキットもあるが、旧キットを低価格で再発売することも多く、一時は日本にも入荷されていた。また、近年はオンライン販売専門ブランド「サイバーホビー」を持ち、一般販売ルートでは販売が難しいマイナーな車輌やパーツなども積極的にリリースしている。
ミリタリー系資料集としてモデラーからの評価が高い「コンコルド出版」も同社の関連会社である。
日本では、輸入代理店がサブブランド毎に異なっており、ドラゴンブランドのプラモデルは青島文化教材社、CAN DO/マイクロテックは童友社、ホワイトボックスを除くサイバーホビー、アクションフィギュア、ドラゴンアーマー、ドラゴンウイングス　ウォーバード、スペースドラゴンウイングスはプラッツ、ドラゴンウイングス（旅客機）はガリバーがそれぞれ輸入・販売を担当していたが、2014年12月8日よりプラッツがドラゴンウイングス（旅客機）を除くドラゴンモデル社製品全般の取扱いを開始した。
また1/35戦車ではグンゼ産業（現・GSIクレオス）やイタレリ、アランホビー（現・アラン）等と提携し、互いにOEM生産や一部金型を借りてバリエーション展開された「インペリアルシリーズ」も発売されていた。またT-72など初期製品の1/35旧ソ連軍戦車キットの金型は、ロシアのズベズダに移管された。